# Karzeł Wielkiej Niedźwiedzicy
Karzeł Wielkiej Niedźwiedzicy – karłowata galaktyka sferoidalna znajdująca się w konstelacji Wielkiej Niedźwiedzicy w odległości około 330 tys. lat świetlnych od Ziemi. Galaktyka ta jest członkiem Grupy Lokalnej oraz satelitą Drogi Mlecznej. Karzeł Wielkiej Niedźwiedzicy został odkryty w 2005 roku przez zespół astronomów kierowany przez Beth Willman.
Obrazy galaktyki Karła Wielkiej Niedźwiedzicy wykonane za pomocą teleskopu Hubble’a wykazały, że zaczęła ona produkować swoje gwiazdy ponad 13 miliardów lat temu, po czym nagle i gwałtownie przerwała ten proces w ciągu pierwszego miliarda lat od Wielkiego Wybuchu.
Przed rozpoznaniem Palomar 4 jako gromady kulistej była ona nazywana Karłem Wielkiej Niedźwiedzicy.